# Alysia alticola
Alysia alticola är en stekelart som först beskrevs av William Harris Ashmead 1890.  Alysia alticola ingår i släktet Alysia och familjen bracksteklar. Inga underarter finns listade i Catalogue of Life.